# La Croix Verte
Pour les articles homonymes, voir Croix verte.
La Croix Verte est un nœud routier important du département du nord de la région parisienne, où se croisent la Francilienne (entre Cergy-Pontoise et l'aéroport Charles-de-Gaulle) d'une part, et l'A16/N1 (entre Beauvais et Sarcelles) d'autre part. Constitué d'un ensemble de bretelles, il est chaque jour traversé par près de 57 000 véhicules.
À l'origine, l'échangeur se présentait comme un grand rond-point et était le théâtre de fréquents embouteillages. D'importants travaux de réaménagement de la Croix Verte en 2016-2019, faisant notamment disparaître le rond-point, permettent aujourd'hui une liaison directe entre les différents axes.
L'échangeur est situé près du point de rencontre des limites des communes de Montsoult au nord-ouest, Baillet-en-France à l'ouest et Attainville à l'est.

## Caractéristiques

Plan de l'échangeur avant 2016.

### Axes concernés
Les axes concernés comprennent :
- la Francilienne (RN 104), troisième contournement de Paris ; ce tronçon permet de relier Pontoise (autoroute A15) à l'Aéroport de Paris-Charles-de-Gaulle (autoroute A1) ;
- l'autoroute A16 reliant Paris au Nord de la France (Beauvais, Amiens, Calais) et à la Belgique ;
- la D 909 vers Viarmes ;
- la RD 9 vers Montsoult et la forêt de L'Isle-Adam ;
- une route communale desservant Attainville.

### Zones d'activité
- ZAE Les Ponts de Baillet
- ZI du Belfoy

### Environs
- Gare de Montsoult - Maffliers

Le prolongement de l'autoroute A 16 entre L'Isle-Adam et la Francilienne au niveau d'Attainville en direction de l'aéroport de Paris-Charles-de-Gaulle, qui contourne le carrefour par l'est, est ouvert depuis le 15 novembre 2019.

### Tournage
En 2007, Stéphane Allagnon tourne une scène de Vent mauvais à La Croix Verte.